# Oliang

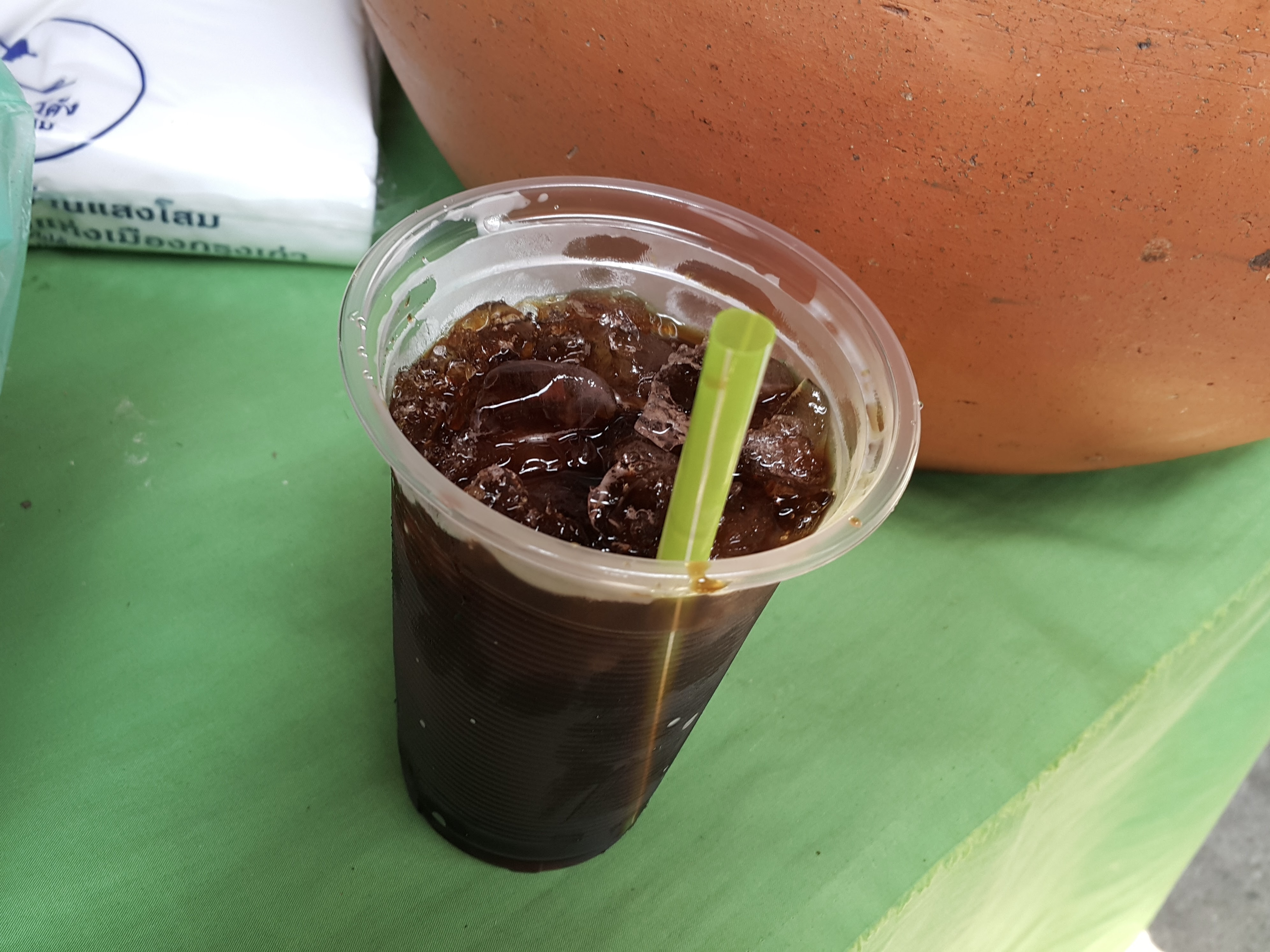
Oliang

Oliang  u Oleng ( en tailandés โอเลี้ยง), es conocido como café helado tailandés se trata de una bebida a base de café helado, que se fundamenta en una mezcla de café con soja, maíz, semillas de sésamo y otros aditivos. Es tradicional servirlo en Tailandia empleando un tung tom kah fe, es decir una especie de saquito atado a una anilla metálica. Suele ser una bebida servida con un fuerte sabor dulce.

## Servir
El Oliang se sirve a menudo acompañado de leche condensada o con una mezcla de leche evaporada, en algunas ocasiones edulcorado con un sirope. La bebida es tan popular que se suele comercializar en una mezcla pre-elaborada en polvo que es frecuente encontrarse en muchos supermercados de Asia.